# Alfabet farerski
Alfabet farerski – alfabet oparty na alfabecie łacińskim, służący do zapisu języka farerskiego. Składa się z on z 29 następujących liter:
A, Á, B, D, Ð, E, F, G, H, I, Í, J, K, L, M, N, O, Ó, P, R, S, T, U, Ú, V, Y, Ý, Æ, Ø
Litery C, Q, W, X i Z pochodzą z wyrazów obcego pochodzenia.